# Cireșu, Argeș
Cireșu este un sat în comuna Căteasca din județul Argeș, Muntenia, România.